# Ревелес, Фелипе
Даниэ́ль Фели́пе Реве́лес Пере́йра (исп. Daniel Felipe Revelez Pereira; род. 30 сентября 1959, Роча) — уругвайский футболист, выступавший на позиции защитника за сборную Уругвая.

## Клубная карьера
Фелипе Ревелес начинал карьеру футболиста в уругвайском клубе «Белья Виста». Затем он также играл за колумбийский «Депортиво Кали», аргентинскую команду «Чакарита Хуниорс» и уругвайский «Данубио». В 1988 году Ревелес перешёл в уругвайский «Насьональ». Он забил два гола в рамках Кубка Либертадорес 1988, а также сыграл в обоих матчах его финала против аргентинской команды «Ньюэллс Олд Бойз». Спустя полтора месяца «Насьональ» играл в Межконтинентальном кубке против нидерландского ПСВ. Ревелес в этом матче реализовал свой удар в серии послематчевых пенальти.

## Карьера в сборной
Фелипе Ревелес был включён в состав сборной Уругвая на Кубок Америки по футболу 1989 года в Бразилии. На турнире он сыграл лишь в одном матче, первой игре группового этапа против Эквадора.
Фелипе Ревелес был включён в состав сборной на чемпионате мира 1990 года в Италии, но на поле в рамках турнира так и не появился. На Кубке Америки 1991 года в Чили он сыграл во всех четырёх матчах Уругвая против сборных Боливии, Эквадора, Бразилии и Колумбии.

## Достижения
«Насьональ»
- Чемпион Уругвая (1): 1992
- Победитель Лигильи (3): 1990, 1992, 1993
- Обладатель Кубка Либертадорес (1): 1988
- Обладатель Межконтинентального кубка (1): 1988
- Обладатель Межамериканского кубка (1): 1988
- Победитель Рекопы Южной Америки (1): 1989